# Kataba (Sambia)
Kataba, übersetzt: der einäugige Leopard, ist ein Ort (town) in Sambia. Er liegt am Kataba-Bach in der Westprovinz (15° 30′ S, 23° 16′ O) wird in der Diskussion um eine zehnte Provinz, die Kafue-Provinz, öfter genannt, welche die Distrikte oder Teile davon umfassen soll von: Mumbwa, Kabompo, Kasempa, Lukulu, Namwala, Kalomo, Kazungula, Mulobezi, Kataba, Sesheke und Kaoma als Hauptstadt. Diese Kafue-Provinz soll ganz auf den Kafue-Nationalpark ausgerichtet sein und touristisch entsprechend entwickelt werden. Kataba liegt 288 Kilometer entfernt von Luwingu, wo sich das nächste Krankenhaus befindet. Der Weg dorthin führt durch Marschland von Flüssen, die das ganze Jahr über Wasser führen.